# 诸圣堂 (布里斯托尔)
诸圣堂（All Saints' Church）是英国布里斯托尔的一座圣公会教堂，位于谷物街（Corn Street）。
中殿的西端是原来的12世纪的教堂的遗物，中殿的东部和走道在15世纪建造。东北塔楼由威廉·保罗在1716年增加，由乔治·汤森德完成。穹窿顶塔是由卢克·亨伍德重建于1807年，圣坛重建于19世纪中叶。
该教堂周围三面为行人通道。中殿南部的上面是牧师室，北部的上面是乔治式的咖啡间。最显著的爱德华·科尔斯顿雕塑，是由詹姆斯·吉布斯设计。
2008年，教堂用作教区教育中心。
诸圣堂被英国遗产列为II*级登录建筑。